# (5813) Eizaburo
(5813) Eizaburo est un astéroïde de la ceinture principale.

## Description
(5813) Eizaburo est un astéroïde de la ceinture principale. Il fut découvert le 3 novembre 1988 à Chiyoda par Takuo Kojima. Il présente une orbite caractérisée par un demi-grand axe de 2,60 UA, une excentricité de 0,17 et une inclinaison de 11,3° par rapport à l'écliptique.

## Compléments